# Sylke Tannhäuser
Sylke Tannhäuser (* 6. März 1964 in Leipzig) ist eine deutsche Schriftstellerin.
Sie ist seit 2006 als Autorin tätig und betreibt eine Schule des kreativen Schreibens. Ihr Spezialgebiet sind Krimis.

## Leben
Aufgewachsen in Leipzig und Zittau studierte sie nach dem Abitur Betriebswirtschaft und Verwaltungswirtschaft. Sie hat in verschiedenen Berufen gearbeitet und ist seit den 1990er Jahren im öffentlichen Dienst angestellt. Seit Anfang der 1980er Jahre lebt Tannhäuser im Leipziger Randgebiet. Sie gehört der Autorengruppe deutschsprachige Kriminalliteratur Das Syndikat und dem Netzwerk deutschsprachiger Krimiautorinnen Mörderische Schwestern an.
Tannhäuser ist verheiratet und hat zwei Töchter.

## Werke

### Krimis
- Die Osterländische Gräfin (historischer Krimi), Emons Verlag 2011, ISBN 978-3-89705-905-4
- Später Zahltag, fhl, Leipzig 2011, ISBN 978-3-942829-02-1
- Leipzig im Sumpf, Emons Verlag, Köln 2011, ISBN 978-3-89705-809-5
- Leipziger Affairen, Emons Verlag, Köln  2012, ISBN 978-3-89705-908-5
- Lakritze, Emons Verlag, Köln 2012, ISBN 978-3-89705-994-8
- Leipziger Ende, Emons Verlag, Köln 2013, ISBN 978-3-95451-196-9
- Heidetod, Ruhrkrimi Verlag, Mülheim an der Ruhr 2023, ISBN 978-3-94784-878-2

### Kurzkrimis
- Mord im Schreibseminar, IGdA-Aktuell, Heft 2 (2006), ISSN 0930-7079
- Die Erbschaft, Jahrbuch des LK Delitzsch, Tauchaer Verlag, Taucha, 2007, ISBN 978-3-89772-146-3
- Mattheis Plan, Mords-Sachsen 1, Gmeiner-Verlag, Meßkirch 2007, ISBN 978-3-89977-718-5
- Der Wegbereiter, Mords-Sachsen 4, Gmeiner-Verlag, Meßkirch 2010, ISBN 978-3-8392-1052-9
- Unterm Klabautermann, Mords-Sachsen 5, Gmeiner-Verlag, Meßkirch 2012, ISBN 978-3-8392-1226-4
- Das Spiel,  Mords-Sagen, Buchvolk-Verlag, Zwickau 2012, ISBN 978-3-9815604-1-1
- Friedhofsgeflüster, Mords-Sagen, Buchvolk-Verlag, Zwickau 2012, ISBN 978-3-9815604-1-1
- Feldversuche, Mord-Ost, Buchvolk-Verlag, Zwickau 2013, ISBN 978-3-9815604-3-5
- Meißner Landidyll, Mord-Ost, Buchvolk-Verlag, Zwickau 2013, ISBN 978-3-9815604-3-5
- Abserviert im Zillertal, Mords-Ferien, Buchvolk-Verlag, Zwickau 2013, ISBN 978-3-9815604-8-0
- Verliebt-verlobt-tot, Mords-Ferien, Buchvolk-Verlag, Zwickau 2013, ISBN 978-3-9815604-8-0
- Alle meine Entchen, Mords-Musik, Buchvolk-Verlag, Zwickau 2014, ISBN 978-3-944581-10-1
- Wer Andern eine Grube gräbt, Verliebt, verlobt, tot, Buchvolk-Verlag 2015, ISBN 978-3-944581-08-8
- Eene, meene, meck und du bist weg, Mords-Handwerk, Buchvolk-Verlag 2015, ISBN 978-3-944581-11-8
- Atemlos durch den Schacht, Schatten über dem Erzgebirge, Baldauf-Villa 2020, ISBN 978-3-946568-38-4
- Hunger, Wien morbid, Lychatz-Verlag 2021, ISBN 978-3-948143-07-7
- Bambi muss sterben, Mordsmärchen, Ruhrkrimi-Verlag 2021, ISBN 978-3-947848-22-5
- Kochen mit Jochen, Dein.Mein.Tot, Buchvolk-Verlag 2021, ISBN 978-3-944581-21-7
- Chippendales mit Mischgemüse, BoD 2021, ISBN 978-3-754-34327-2
- Fischers Fritz und Salmonellen, BoD 2022, ISBN 978-3-756-25699-0
- Tutti Frutti - Mord mit Mutti, BoD 2023, ISBN 978-3-744-83294-6
- Der heilige Lukas, ERZählt, Literatur im Erzgebirge 2023, ISBN 978-3-000-75127-1
- Punsch bis zum Abwinken, Die Stille nach dem Fest, Elysion-Verlag 2023, ISBN 978-3-96000-297-0
- Morinae. In Berlin morbid, Hg. Uwe Schimunek, Wolfgang Schüler und Uwe Voehl, Lychatz Verlag 2024, ISBN 978-3-9481-4313-8

### Bücher
- Weihnachtsgeschichten aus Sachsen, Ethel Scheffler & Sylke Tannhäuser, Wartberg-Verlag 2016, ISBN 978-3-8313-2932-8
- Dunkle Geschichten aus Leipzig – schön & schaurig, Ethel Scheffler & Sylke Tannhäuser, Wartberg-Verlag 2017, ISBN 978-3-8313-2973-1
- Sachsen - Gerichte unserer Kindheit, Ethel Scheffler & Sylke Tannhäuser, Wartberg-Verlag 2017, ISBN 978-3-8313-2357-9
- Mundartgeschichten auf Sächsisch - So isser, dor Saggse, Ethel Scheffler & Sylke Tannhäuser, Wartberg-Verlag 2018, ISBN 978-3-8313-2882-6
- 1989 - Die Wende in Leipzig, Ethel Scheffler & Sylke Tannhäuser, Wartberg-Verlag 2019, ISBN 978-3-8313-3247-2
- Dich krall ich mir, Ethel Scheffler & Sylke Tannhäuser, BoD 2021, ISBN 978-3-7543-3475-1

### Herausgeberin
- Mords-Musik, Hrsg. Gunther Emmerlich & Sylke Tannhäuser, Buchvolk-Verlag, Zwickau 2014, ISBN 978-3-944581-10-1
- BEEF, Hrsg. Ethel Scheffler & Sylke Tannhäuser, FürWort, Leipzig 2021, ISBN 978-3-946568-38-4
- Dein.Mein.Tod, Hrsg. Sylke Tannhäuser & Ethel Scheffler, Buchvolk-Verlag Zwickau 2021, ISBN 978-3-944581-21-7